# Johannes Brückner

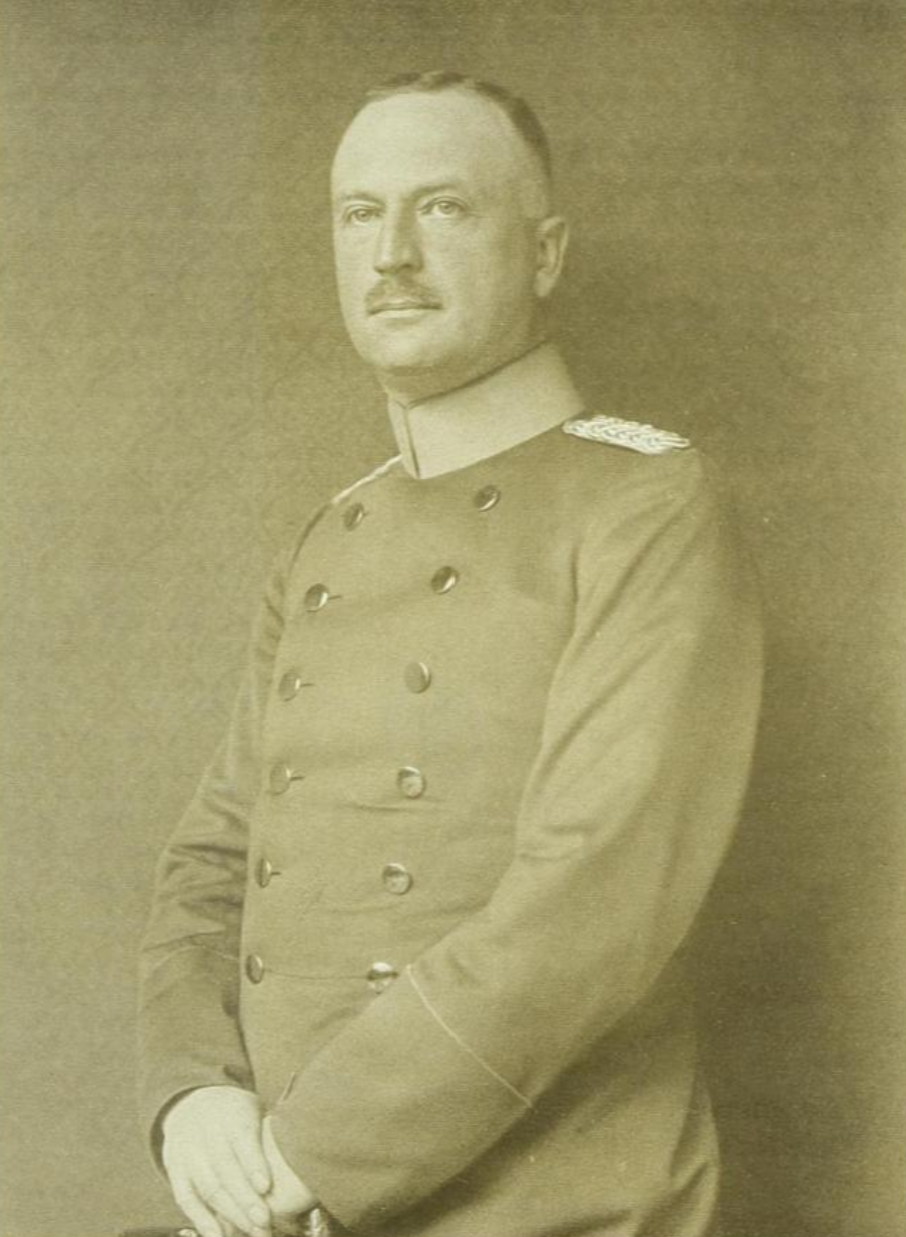
Johannes Brückner

Edmund Otto Johannes Brückner (* 9. Dezember 1869 in Friedersdorf; † 13. Februar 1940 in Dresden) war ein sächsischer Offizier und späterer Landesführer des Stahlhelms in Sachsen.

## Leben
Johannes Brückner wurde am 13. Dezember 1889 zum Fähnrich beim 2. Feld-Artillerie-Regiment Nr. 28 der sächsischen Armee ernannt. Am 22. Januar 1890 wurde er zum Leutnant bei der 4. Kompanie im Regiment befördert, welches zur damaligen Zeit von dem Oberstleutnant Adolf von Rabenhorst kommandiert wurde. Nach mehrjähriger Verwendung in der Kompanie wurde er 1894 zum Festungs-Gefängnis abkommandiert und diente für zwei Jahre dort. Nach Rückkehr in den Truppendienst in die 7. Kompanie des Regiments wurde er noch im selben Jahr zur preußischen Kriegsakademie in Berlin befehligt und in dieser Position am 24. März 1898 zum Oberleutnant befördert. 1899 kehrte er in den Truppendienst zu seinem Regiment zurück und wurde 1900 als Adjutant zur 1. Feld-Artillerie-Brigade Nr. 23 unter seinem alten Regimentskommandeur und damaligen Generalmajor Adolf von Rabenhorst befehligt. Am 20. September 1901 wurde er in dieser Eigenschaft zum Hauptmann ohne Patent befördert und erhielt das Patent am 11. September 1903. 1904 kehrte er erneut in den Truppendienst zurück und wurde als Kompaniechef der 4. Kompanie dem 3. Feld-Artillerie-Regiment Nr. 32 in Riesa zugeteilt. Nach mehrjähriger Verwendung als Kompaniechef wurde er 1911 als etatsmäßiger Stabsoffizier dem 8. Feld-Artillerie-Regiment Nr. 78 zugeteilt. Unter Beförderung zum Major am 11. Juli 1913 wurde er in die II.-Armee-Verwaltungs-Abteilung des sächsischen Kriegsministeriums befehligt.
Nach Ausbruch des Ersten Weltkrieges diente er als Adjutant beim Generalkommando des XII. (Königlich Sächsischen) Reserve-Korps. Er wurde dabei im Dezember 1914 mit dem Ritterkreuz I. Klasse des Albrechts-Ordens mit der Krone ausgezeichnet. Anfang 1916 wurde er Regimentskommandeur des neuformierten Ersatz-Feld-Artillerie-Regiment Nr. 45. Major Brückner hat für ein größeres und erfolgreiches Unternehmen des Ersatz-Regiment Nr. 23 gegen den „Felsrücken“ im Banalwald südlich Domévre die artilleristischen Vorbereitungen mit großer Umsicht getroffen. Durch die Eigenart der Vogesen bedingt, mussten die dazu nötigen Erkundungen zum größten Teil vor der eigenen Stellung ausgeführt werden. Er hat diese gefahrvollen Erkundungen mit besonderem Erfolg ausgeführt. Für den Erfolg des Unternehmens am 29. Februar 1916 waren sie von grundlegender Bedeutung. Auch die größeren Patrouillenunternehmungen am 18. März wurden unter seiner bewährten artilleristischen Leitung durchgeführt. Dank der vorzüglichen Wirkung seiner Batterien und seiner vorausgegangenen Erkundungen waren auch sie von Erfolg begleitet. Er wurde dafür am 15. April 1916 mit dem Ritterkreuz des Militär-St.-Heinrichs-Ordens ausgezeichnet. Er wurde bis 1918 zum Oberstleutnant befördert und im selben Jahr zum Regimentskommandeur des Feld-Artillerie-Regiment Nr. 245 ernannt. Er diente noch bis Kriegsende in dieser Position und schied als Oberst aus dem aktiven Dienst aus.
Er schloss sich in der Nachkriegszeit der Veteranen-Organisation Stahlhelm an und wurde zunächst Ortsgruppenleiter der Ortsgruppe Dresden. 1925 wurde er Landesführer des Stahlhelms in Sachsen. Im Nachgang der Harzburger Tagung lieferte er sich mit Hermann von Lenz und der Bundesführung unter Ernst Röhm und Adolf Hitler heftige Gespräche über die Forderung der letzteren, den Stahlhelm der NSDAP unterzuordnen. Er nahm im Oktober 1933 an der Einweihung des Briesnitzer Ehrenmals teil. Er schied im Jahr 1934 als Landesführer aus und wurde durch den zweiten Landesvorsitzenden Martin Hauffe ersetzt.
Er starb 1940 in Dresden und seine Urne wurde auf dem Friedhof Gersdorf beigesetzt.

## Werke
- Das Kgl. Sächs. Ersatz-Feldartillerie-Regiment Nr. 45. von Baensch, 1937. (Digitalisat)